# فرندل (فلوریدا)
فرندل (به انگلیسی: Ferndale) یک منطقهٔ مسکونی در ایالات متحده آمریکا است که در شهرستان لیک، فلوریدا واقع شده‌است. فرندل ۷٫۴ کیلومتر مربع مساحت و ۲۳۳ نفر جمعیت دارد و ۳۱ متر بالاتر از سطح دریا واقع شده‌است.